# Craterul Vista Alegre
Craterul Vista Alegre este un crater de impact meteoritic în Paraná, Brazilia.

## Date generale
Acesta are 9,5 km în diametru și vârsta sa este estimată la mai puțin de 65 de milioane de ani (Paleocen). Datele pentru acesta au fost prezentate în 2004 la o reuniune anuală a Meteoritical Society.